# Dąbrówka (Orzechówka)
Dąbrówka – część wsi Orzechówka w Polsce, położona w  województwie świętokrzyskim, w powiecie kieleckim, w gminie Bodzentyn
W latach 1975–1998 Dąbrówka administracyjnie należała do województwa kieleckiego.